# Ulrich Eicke
Ulrich Eicke (ur. 18 lutego 1952 w Wuppertalu) – niemiecki kajakarz, kanadyjkarz, złoty medalista olimpijski z Los Angeles.
Reprezentował barwy RFN. Specjalizował się w kanadyjkowej jedynce. Igrzyska w 1984 były jego drugą olimpiadą i triumfował na dystansie 1000 metrów. Debiutował w 1976 w Montrealu, cztery lata później Niemcy Zachodnie zbojkotowały igrzyska w Moskwie. Trzykrotnie zostawał srebrnym medalistą mistrzostw świata (C-1 500 m: 1977, 1979; C-1 1000 m: 1985)